# Adeyinka Gladys Falusi
Adeyinka Gladys Falusi, née en 1945, est une universitaire nigériane, professeure d'hématologie et ancienne directrice de l'Institute for Advanced Medical Research and Training à la faculté de médecine de l'université d'Ibadan.

## Travaux
Née en 1945, Adeyinka Gladys Falusi est originaire de l'État d'Ekiti, au sud-ouest du Nigeria. Elle obtient ses diplômes de chimie puis son doctorat en hématologie. Elle s'est spécialisée dans la génétique humaine, la bioéthique et la génétique moléculaire liées aux maladies du sang héréditaires telles que la drépanocytose et la thalassémie alpha. Ses travaux à l'université d'Ibadan au Nigéria ont été un facteur déterminant pour la prévention de ces maladies grâce au diagnostic prénatal,.

## Prix et distinctions
Elle a cofondé la Sickle Cell Association of Nigeria (SCAN) et depuis 2013 elle préside la Sickle Cell Hope Alive Foundation. En 2001, elle devient la présidente de l'Université d'Ibadan et du University College Hospital Institutional Review Committee, la même année où elle est lauréate du prix L'Oréal-Unesco pour les femmes et la science. Elle occupe ce poste durant quatre années et en 2005, devient coordinatrice du réseau nigérian pour l'éthique en recherche biomédicale en Afrique.
En 2005, elle reçoit l'Ordre du Mérite de la Productivité Nationale (National Productivity Order of Merit Fellowship) et en 2009 est élue membre de l'Académie des Sciences nigériane (en), la plus importante organisation scientifique au Nigeria. En 2013, elle est décorée du Prix du Mérite de l'État d'Ekiti de la main de Kayode Fayemi (en), ancien gouverneur de l'État d'Ekiti.

## Publications
Falusi a publié plus de 50 articles et ses travaux sont recensés dans plus de 50 publications, elle a également donné un grand nombre de conférences. Afin de diffuser le fruit de ses recherches à destination du public, elle a coordonné la publication d'un livret d'information via la Sickle Cell Association of Nigeria (SCAN), intitulé "What You Need to Know about Sickle Cell Disease" traduit en quatre langues (anglais, Yoruba, Hausa, Ibo) et la diffusion de deux affiches expliquant au grand public les différents aspects de la drépanocytose ou anémie falciforme, maladie du sang héréditaire qui provoque des malformations chez les nouveau-nés.
- The anaemias : a peep through the looking glass of genes (2004[10])